# Васильев, Михаил Петрович (полный кавалер ордена Славы)
Михаи́л Петро́вич Васи́льев (13 ноября 1920, деревня Чернецкое, Сергиево-Посадский район, Московская область — 11 ноября 2006, Балашиха) — наводчик орудия 520-го стрелкового полка 167-й стрелковой дивизии 1-й гвардейской армии 4-го Украинского фронта, сержант, полный кавалер ордена Славы.

## Биография
Родился 13 ноября 1920 года в семье крестьянина. Русский. В 1939 году окончил 10 классов. Жил в Москве. Работал бухгалтером районного отдела народного образования Константиновского района Московской области.
В Красной Армии с 1939 года. На фронтах Великой Отечественной войны с июня 1941 года.
Командир отделения разведки батареи 76-миллиметровых пушек 520-го стрелкового полка 167-й стрелковой дивизии 1-й гвардейской армии 1-го Украинского фронта ефрейтор Васильев в период боев с 23 июня по 28 июля 1944 года в районе городов Рогатин и Ходоров обеспечивал батарею данными о расположении огневых точек противника. По его целеуказаниям было уничтожено несколько вражеских огневых точек и до роты гитлеровцев.
Приказом по 167-й стрелковой дивизии от 30 августа 1944 года ефрейтор Васильев Михаил Петрович награждён орденом Славы 3-й степени (№ 461790).
Ефрейтор Васильев (4-й Украинский фронт) с группой бойцов 8 сентября 1944 года в районе населённого пункта Стружи Велька (Польша) разведал в тылу противника расположение огневых точек, которые затем были успешно подавлены огнём батареи. 11 сентября 1944 года отделение ефрейтора Васильева подавило огневую точку врага, захватило «языка».
Приказом по 1-й гвардейской армии от 14 октября 1944 года за мужество и героизм, проявленные в боях, ефрейтор Васильев Михаил Петрович награждён орденом Славы 2-й степени (№ 7838).
Наводчик орудия сержант Васильев 23 ноября 1944 года в местечке Собранце (юго-западнее города Гуменне, Чехословакия) заменил раненого командира расчёта. На одной из улиц пулемётный огонь преградил путь нашим автоматчикам. Васильев осторожно выдвинулся вперёд и засёк гитлеровских пулемётчиков на чердаке каменного дома. Невзирая на интенсивный огонь противника, командир расчёта выкатил свою пушку на прямую наводку и уничтожил пулемётную точку. На следующий день в районе села Гажин при отражении контратаки пехоты, танков и самоходных орудий противника сержант Васильев подбил одно самоходное орудие «Фердинанд», помог пехотинцам удержать населённый пункт в своих руках.
В ночь на 26 ноября 1944 года под городом Михаловце (Чехословакия) из орудия подавил две огневые точки врага и истребил около десяти солдат и офицеров. В боях за город Моравска-Острава 30 апреля 1945 года, отбивая контратаки врага, нанёс ему немалый урон в живой силе и боевой технике.
Указом Президиума Верховного Совета СССР от 23 мая 1945 года за мужество, отвагу и героизм, проявленные в борьбе с немецко-фашистскими захватчиками, сержант Васильев Михаил Петрович награждён орденом Славы 1-й степени (№ 443).
Демобилизован в ноябре 1945 года. В 1950 году окончил Московский институт народного хозяйства имени Г. В. Плеханова. Работал директором Ногинского городского управления кооперативной торговли. Жил в городе Балашиха Московской области. Умер 11 ноября 2006 года. Похоронен в Балашихе на Новодеревенском кладбище.

## Память
- Надгробный памятник на Новодеревенском кладбище в Балашихе.
- Памятная мемориальная доска на аллее Героев в Балашихе.